# Deinodon
Deinodon (grego para "dente terrível") é um gênero duvidoso de dinossauro tiranossaurídeo contendo uma única espécie, Deinodon horridus. D. horridus é conhecido apenas a partir de um conjunto de dentes encontrados na Formação Judith River do Cretáceo Superior de Montana e nomeado pelo paleontólogo Joseph Leidy em 1856.  Estes foram os primeiros restos mortais de tiranossaurídeos a serem descritos e foram coletados por Ferdinand Vandeveer Hayden. Os dentes de Deinodon eram ligeiramente heterodontes, e o holótipo de Aublysodon provavelmente pode ser atribuído a Deinodon.

## História e classificação
É provável que os dentes fossilizados de D. horridus tenham pertencido ao dinossauro mais tarde identificado como Gorgosaurus libratus. Em um estudo de 1922, William Diller Matthew & Barnum Brown descobriram que os dentes de D. horridus e G. libratus eram indistinguíveis um do outro e que quase certamente pertenciam à mesma espécie. No entanto, como D. horridus ainda não era conhecido de nenhum resto de esqueleto, eles se abstiveram de declará-los formalmente como sinônimos. Em uma revisão de 1970, Dale Russell afirmou que, como os dentes de D. horridus não podiam ser distinguidos nem de G. libratus nem de sua espécie recentemente descrita, Daspletosaurus torosus, deve ser considerado um nomen vanum ("nome vazio"). Desde que Russell publicou sua opinião, a maioria dos pesquisadores considerou Deinodon como um nomen dubium, embora alguns tenham argumentado que, como Deinodon e Gorgosaurus não podem ser distinguidos, eles deveriam ser sinônimos de D. horridus como o nome válido para os esqueletos de Gorgosaurus. Além disso, vários pesquisadores concordaram que o gênero Aublysodon (incluindo as espécies A. mirandus e A. lateralis) também deve ser considerado sinônimo de Deinodon, uma vez que é baseado em dentes incisivos que provavelmente vêm do mesmo animal. Lambe (1902) foi mais longe e disse que, como originalmente nomeado, Deinodon não estava preocupado e, em vez disso, considerava Aublysodon como um nomen nudum.
O nome Deinodontidae foi cunhado por Edward Drinker Cope em 1866 para Tyrannosauridae acreditando-se que o gênero Deinodon tipificaria a família, e continuou a ser usado no lugar do nome mais recente Tyrannosauridae até a década de 1960. Cope também intitulou uma subfamília, Deinodontinae, que suportaria apenas o gênero Deinodon, apesar das dúvidas de Cope da inclusão do também duvidoso gênero Aublysodon que, no entanto, acabaria classificado em sua própria duvidosa subfamília, Aublysodontinae, por Franz Nocsa em 1928. Ao passo que paleontólogos da década de 1980 e começo do século XXI ainda davam respaldo a segunda família, Deinodontinae foi colocada em cheque, caindo em irrelevância pela dubiedade do gênero.

## Descrição
Deinodon é conhecido por alguns dentes ligeiramente heterodontes.
Algumas falanges e um metatarso com fragmentos de outros foram considerados possivelmente atribuíveis a D. horridus por Lambe em 1902.